# André Maugars

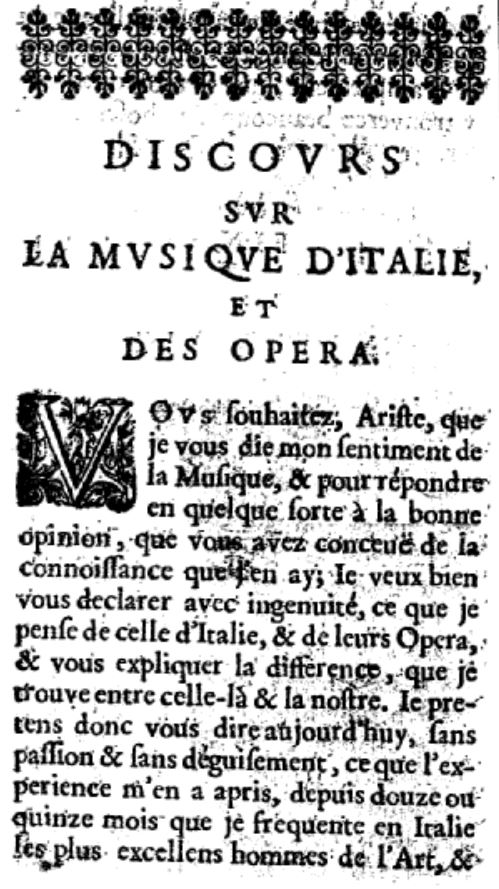
Fulletó de la primera impressió del Responce del 1672, d'André Maugars

André Maugars (vers 1580 - vers 1645) fou un concertista de viola i un escriptor francès.
Va estar al servei de Jaume I d'Anglaterra, i va ser en aquell pais on es perfeccionà com a músic, abans d'anar a França i posar-se al servei del cardenal Richelieu, conseller, secretari i intèrpret del rei, segons diu un biògraf seu, i prior de Sant Pèire d'Aenac.
Entre els seus escrits originals figuren el titulat Réponse faite à un curieux sur le sentiment de la musique d'Italie (París, 1639), i va traduir de Francis Bacon, Des Augmentis scientiarum, amb el títol Le progrés et avancement aux sciences divines et humaines (París, 1624).